# Гевін Вайт
Гевін Вайт (англ. Gavin Whyte, нар. 31 січня 1996, Белфаст) — північноірландський футболіст, нападник англійського «Портсмута» і національної збірної Північної Ірландії.

## Клубна кар'єра
Народився 31 січня 1996 року в Белфасті. Вихованець футбольної школи клубу «Крузейдерс». Дорослу футбольну кар'єру розпочав 2014 року в основній команді того ж клубу, в якій провів чотири сезони, взявши участь у 113 матчах чемпіонату. 
Протягом 2018—2019 років захищав кольори клубу «Оксфорд Юнайтед».
Своєю грою за останню команду привернув увагу представників тренерського штабу клубу «Кардіфф Сіті», до складу якого приєднався 2019 року. Відіграв за валійську команду наступні два сезони своєї ігрової кар'єри, після чого грав на правах оренди за «Галл Сіті» і той же «Оксфорд Юнайтед».
2023 року уклав контракт з «Портсмутом».

## Виступи за збірні
Протягом 2015–2018 років залучався до складу молодіжної збірної Північної Ірландії. На молодіжному рівні зіграв у 7 офіційних матчах.
2018 року дебютував в офіційних матчах у складі національної збірної Північної Ірландії.
| Дата       | Місто                  | Господарі            | Результат               | Гості             | Турнір                               | Голи | Примітки |
| ---------- | ---------------------- | -------------------- | ----------------------- | ----------------- | ------------------------------------ | ---- | -------- |
| 11-9-2018  | Белфаст                | Північна Ірландія    | 3 – 0                   | Ізраїль           | товариський матч                     | 1    | 65'      |
| 15-10-2018 | Сараєво                | Боснія і Герцеговина | 2 – 0                   | Північна Ірландія | Ліга націй УЄФА 2018-2019 - 1-й етап | -    | 58'      |
| 15-11-2018 | Дублін                 | Ірландія             | 0 – 0                   | Північна Ірландія | товариський матч                     | -    | 61'      |
| 18-11-2018 | Белфаст                | Північна Ірландія    | 1 – 2                   | Австрія           | Ліга націй УЄФА 2018-2019 - 1-й етап | -    | 74'      |
| 8-6-2019   | Таллінн                | Естонія              | 1 – 2                   | Північна Ірландія | Відбір до ЧЄ 2020                    | -    |          |
| 5-9-2019   | Белфаст                | Північна Ірландія    | 1 – 0                   | Люксембург        | товариський матч                     | -    | 88'      |
| 9-9-2019   | Белфаст                | Північна Ірландія    | 0 – 2                   | Німеччина         | Відбір до ЧЄ 2020                    | -    | 59'      |
| 14-10-2019 | Прага                  | Чехія                | 2 – 3                   | Північна Ірландія | товариський матч                     | -    | 87'      |
| 16-11-2019 | Белфаст                | Північна Ірландія    | 0 – 0                   | Нідерланди        | Відбір до ЧЄ 2020                    | -    |          |
| 4-9-2020   | Бухарест               | Румунія              | 1 – 1                   | Північна Ірландія | Ліга націй УЄФА 2020-2021 - 1-й етап | 1    | 65'      |
| 8-10-2020  | Сараєво                | Боснія і Герцеговина | 1 – 1 д.ч. (3 – 4 п.п.) | Північна Ірландія | Відбір до ЧЄ 2020                    | -    | 73'      |
| 11-10-2020 | Белфаст                | Північна Ірландія    | 0 – 1                   | Австрія           | Ліга націй УЄФА 2020-2021 - 1-й етап | -    | 83'      |
| 14-10-2020 | Осло                   | Норвегія             | 1 – 0                   | Північна Ірландія | Ліга націй УЄФА 2020-2021 - 1-й етап | -    | 75'      |
| 12-11-2020 | Белфаст                | Північна Ірландія    | 1 – 2 д.ч.              | Словаччина        | Відбір до ЧЄ 2020                    | -    | 66'      |
| 15-11-2020 | Відень                 | Австрія              | 2 – 1                   | Північна Ірландія | Ліга націй УЄФА 2020-2021 - 1-й етап | -    | 75'      |
| 25-3-2021  | Парма                  | Італія               | 2 – 0                   | Північна Ірландія | Відбір до ЧС 2022                    | -    | 63'      |
| 31-3-2021  | Белфаст                | Північна Ірландія    | 0 – 0                   | Болгарія          | Відбір до ЧС 2022                    | -    | 64'      |
| 30-5-2021  | Клагенфурт-ам-Вертерзе | Північна Ірландія    | 3 – 0                   | Мальта            | товариський матч                     | 1    | 73'      |
| 3-6-2021   | Дніпро (місто)         | Україна              | 1 – 0                   | Північна Ірландія | товариський матч                     | -    | 81'      |
| 5-9-2021   | Таллінн                | Естонія              | 0 – 1                   | Північна Ірландія | товариський матч                     | -    |          |
| 15-11-2021 | Белфаст                | Північна Ірландія    | 0 – 0                   | Італія            | Відбір до ЧС 2022                    | -    | 72'      |
| 25-3-2022  | Люксембург             | Люксембург           | 1 – 3                   | Північна Ірландія | товариський матч                     | 1    | 63'      |
| 29-3-2022  | Белфаст                | Північна Ірландія    | 0 – 1                   | Угорщина          | товариський матч                     | -    | 68'      |
| 2-6-2022   | Белфаст                | Північна Ірландія    | 0 – 1                   | Греція            | Ліга націй УЄФА 2022-2023 - 1-й етап | -    | 41' 71'  |
| 5-6-2022   | Ларнака                | Кіпр                 | 0 – 0                   | Північна Ірландія | Ліга націй УЄФА 2022-2023 - 1-й етап | -    | 63'      |
| 9-6-2022   | Приштина               | Косово               | 3 – 2                   | Північна Ірландія | Ліга націй УЄФА 2022-2023 - 1-й етап | -    | 68'      |
| 12-6-2022  | Белфаст                | Північна Ірландія    | 2 – 2                   | Кіпр              | Ліга націй УЄФА 2022-2023 - 1-й етап | -    | 58'      |
| 24-9-2022  | Белфаст                | Північна Ірландія    | 2 – 1                   | Косово            | Ліга націй УЄФА 2022-2023 - 1-й етап | 1    | 76'      |
| 27-9-2022  | Афіни                  | Греція               | 3 – 1                   | Північна Ірландія | Ліга націй УЄФА 2022-2023 - 1-й етап | -    | 68'      |
| 26-3-2023  | Белфаст                | Північна Ірландія    | 0 – 1                   | Фінляндія         | Відбір до ЧЄ 2024                    | -    | 69'      |
| Усього     |                        | Матчів               | 30                      |                   | Голів                                | 5    |          |